# Comité action publique 2022
Le Comité action publique 2022 (CAP 22) est un groupe composé de quarante personnalités mêlant économistes, cadres du secteur public et privé, élus, et chargé en octobre 2017 par le premier ministre Édouard Philippe de réfléchir à une réforme des missions de Service Public de l'État associée à une réduction des dépenses publiques.

## Histoire
Le CAP 22 est formé le 13 octobre 2017 par Édouard Philippe, aux côtés du ministre de l’Action et des Comptes publics Gérald Darmanin et de Mounir Mahjoubi, ancien secrétaire d'État chargé du Numérique,.
Le rapport final rendu par le groupe est daté de juin 2018.

## Composition
Le Comité est composé d'une « trentaine de personnalités mêlant économistes, personnalités issues du secteur public et privé, élus ».  
Le nombre de personnalités associées atteint 34 en mai 2018.  
Les personnalités composant le Comité et cités en première partie du rapport sont :  
Présidents :  
- Véronique Bédague-Hamilius, économiste au FMI de 2004 à 2007, et elle est en 2017 secrétaire générale de Nexity
- Ross McInnes, président du conseil d'administration de Safran[2]
- Frédéric Mion, haut fonctionnaire et directeur de Sciences Po Paris

Membres par ordre alphabétique :  
- Philippe Aghion,
- Sabine Baietto-Beysson, ancienne directrice de l'ANAH de 2007 à 2010, elle est nommée présidente de l'Observatoire régional du foncier d'Île-de-France en octobre 2017[4].
- Jean-Philippe Berton,
- Laurent Bigorgne,
- Stéphane Brimont,
- Philippe Brivet,
- Jean-René Cazeneuve, homme politique, député LREM du Gers, membre de la commission des Finances, ancien directeur général d’Apple France de 2000 à 2004 et ex-directeur général adjoint de Bouygues Telecom de 2004 à 2017.
- Jean-François Cirelli, PDG de BlackRock France depuis 2015.
- Anne Courreges,
- Axel Dauchez,
- Paul Duan,
- Jean-Baptiste Fauroux,
- Cécile Fontaine, conseillère-maître à la Cour des comptes
- Stéphanie Goujon,
- Guillaume Hannezo, inspecteur des finances, banquier d’investissement. Il a passé dix ans comme directeur financier de grands groupes (AGF, Générale des eaux, devenue Vivendi Universal), avant de se consacrer au conseil en corporate finance et fusions acquisitions (Rothschild and Co). Il est gérant de FDR finance[5]
- Bertrand Hervieu,
- Philippe Josse, il exerce la fonction d’administrateur au Sénat de 1984 à 1993, il est directeur du Budget de 2006 à 2011.
- Michèle Kirry, préfète de la région Bretagne
- Philippe Laurent,
- Christine Lavarde,
- Natacha Lemaire,
- Ludovic Le Moan,
- Mathilde Lemoine, économiste, elle travaille pour la banque HSBC France de 2006 à 2015 puis rejoint le Groupe Edmond de Rothschild en 2016. Elle est administratrice du groupe Carrefour depuis 2011.
- Fabrice Lenglart,
- Enrico Letta,
- Dominique Libault,
- Thomas London,
- Roch-Olivier Maistre,
- Guillaume Marchand,
- Pascal Martin,
- Per Molander, haut fonctionnaire suédois[3]
- Jean Pisani-Ferry, économiste
- Emmanuel Rebeille-Borgella,
- Jean-Robert Rebmeister,
- Nicolas Revel, haut fonctionnaire
- Nathalie Salles,
- Frédéric Sanchez,
- Marc Tessier, haut fonctionnaire, il travaille dans les secteurs des médias et communication, ancien président de France Télévision de 1999 à 2005.
- Annie Thomas,
- Clotilde Valter, femme politique.

## Fonctionnement
Le Comité se réunit tous les vendredis et organise des auditions. Il constitue cinq groupes de travail, dont le régalien, « santé et solidarité », « travail et économie », « agriculture, écologie et territoire », et « enseignement, culture et sport ». 

## Mission
Le rapport du CAP 22 doit proposer « une vingtaine de pistes pour rendre l’Etat plus efficace. Une gageure : offrir un meilleur service aux citoyens tout en faisant des économies ». Son travail s'inscrit dans le contexte de la promesse présidentielle de suppression de 120 000 postes de fonctionnaires ainsi que dans l'objectif d'une baisse de 4 points de la part de la dépense publique dans le PIB d'ici 2022,. Édouard Philippe indique en 2017 que le CAP 22 doit identifier « des réformes structurelles et des économies significatives et durables, sur l'ensemble du champ des administrations publiques », à hauteur de 4,5 milliards d'euros à l'horizon 2020.
Plus généralement, les objectifs consistant à « améliorer la qualité de service rendu à l'usager, optimiser les conditions de travail pour les agents et réaliser des économies d'ici à 2022 » s'inscrivent dans la continuité de la politique de révision générale des politiques publiques (RGPP de 2007 à 2012) et de modernisation de l'action publique. Le Cap 22 s'en distingue cependant par son approche, qui se veut globale.

## Publication et contenu du rapport
En janvier 2018, une version intermédiaire du rapport est jugée trop timorée par le gouvernement,.
Le rapport définitif du CAP 22 est publié en juin 2018. Olivier Dussopt, secrétaire d'État à la Fonction publique, assure en mai 2018 que ce rapport n'engage pas le gouvernement,.
Le 16 juillet 2018, Le Figaro présente les grandes lignes du rapport remis au Premier Ministre, celui-ci ne souhaitant pas le publier avant que chaque ministère ait réagi aux propositions émises. Le rapport identifie une trentaine de milliards d'euros d'économies possibles.

## Critiques
Des nombreuses critiques se font apparaître dès la nomination et création du Comité CAP 22.
Sa composition est largement représentée par des personnalités issues de la finance privée, de grands groupes industriels ou d'économistes libéraux,.
Les journaux mettent en avant le mode de pensée uniquement dirigée par une vision budgétaire des missions des services publics[réf. nécessaire].